# San Giorgio delle Pertiche
San Giorgio delle Pertiche est une commune italienne de la province de Padoue, dans la région Vénétie.

## Administration
| Période                                  | Période | Identité | Étiquette | Qualité |
| ---------------------------------------- | ------- | -------- | --------- | ------- |
|                                          |         |          |           |         |
| Les données manquantes sont à compléter. |         |          |           |         |

### Hameaux
Arsego, Cavino.

### Communes limitrophes
Borgoricco, Campo San Martino, Campodarsego, Camposampiero, Curtarolo, Santa Giustina in Colle, Vigodarzere.

## Personnalités
- Giovanni Cavino (1500-1570), sculpteur.